# 1947 في الأردن
تسرد المقالة الأحداث التي حدثت خلال عام 1947 في الأردن.

## شاغلي المناصب
- الملك: عبد الله الأول
- رئيس الوزراء:
  - حتى 4 شباط / فبراير: إبراهيم هاشم
  - 4 شباط / فبراير حتى 28 كانون الثاني / ديسمبر: سمير الرفاعي
  - بدءاً من 28 كانون الثاني / ديسمبر: توفيق أبو الهدى

## أحداث سياسية
- الانتخابات العامة في الأردن، 1947 - الانتخابات العامة، 20 أكتوبر.[1]